# DVB-SH
DVB-SH (von englisch Digital Video Broadcasting - satellite services to handheld devices, zu deutsch Digitaler Videorundfunk über Satellit für Handgeräte) ist ein Übertragungsstandard, mit dem digitale Rundfunkprogramme über kleine und/oder mobile Geräte empfangen werden können (Mobiles Fernsehen). DVB-SH basiert auf dem Schwesterstandard DVB-H und ETSI SDR. Eine ähnliche Technologie wird bei S-DMB eingesetzt. Das System besteht aus geostationären Satelliten, in Ballungszentren werden diese noch mit Repeatern unterstützt.
Dabei handelt es sich um einen neuen Rundfunkstandard zur Verarbeitung von Satellitensignalen für mobile Endgeräte. Wie bei normalem Satellitenempfang muss eine direkte „Sicht“ zum Satelliten bestehen. Dies erschwert den Empfang in Gebäuden, doch stehen in den Ballungszentren dafür DVB-H-Sender bereit. Der Satellitenempfang versorgt ländliche Regionen.

## Technik
DVB-SH nutzt Frequenzen im S-Band (Kanäle zwischen 2170 MHz und 2200 MHz). Die Übertragungstechnik schließt neben einer Fehlerkorrektur namens Turbo Coding for Forward Error Correction die Möglichkeit ein, terrestrische Netze über Repeater in die Satellitenübertragungen zu involvieren. Zusätzliche terrestrische Sendeanlagen im DVB-SH-Modus sollen entstandene Versorgungslücken schließen.

## Aktueller Status
Die ESA hat 2006 im Rahmen des ARTES-4-Programms den ersten S-Band-Repeater für Satelliten in Auftrag gegeben.
Laut einem Bericht des Deutschlandfunks ist bereits bei Alcatel ein Satellit in Auftrag gegeben worden, der Ende 2009 in Betrieb gehen soll und die Übertragung von rund 12 bis 20 Kanälen erlaubt. Wie viele Radioprogramme mit z. B. 128 kbps auf einem Kanal Platz finden ist noch nicht offiziell bekannt gegeben.
Die 30 MHz Bandbreite (2170–2200 MHz) entsprechen ziemlich genau der eines einzelnen DVB-S / DVB-S2-Transponders von TV-Satelliten im Ku-Band.
Bei 30 Mbit/s kann – sollte die FEC-Rate (Fehlerschutzrate) mit der beim Empfang per Parabolantenne verwendeten identisch sein – von etwa 234 möglichen Radioprogrammen mit je 128 kbps ausgegangen werden, was mit aktuellen Kompressionsverfahren die UKW-Qualität weit übersteigen würde. Sollten tatsächlich auch TV-Programme angeboten werden, reduziert sich jedoch auch die Radio-Programmanzahl drastisch, oder es muss alternativ mit extrem geringer TV-Auflösung von 320×240 oder sogar noch weniger Pixeln und sich in Ruckeln äußernder geringer Framerate gesendet werden, um Bandbreite einzusparen.
Den benötigten Satelliten werden Eutelsat und Astra Ende 2008 auf 10° Ost positionieren.  Er wird ab 2009 zusammen mit terrestrischen Repeatern den unter dem Namen Solaris vertriebenen Hörfunk, Video- und Datendienst für Mobilgeräte (auch innerhalb von Gebäuden) und Empfängern in Fahrzeugen verteilen.
Am 6. Oktober 2009 startete an der Universität Erlangen-Nürnberg das erste Testprogramm im DVB-SH-Standard in Deutschland.